# オーサカキング

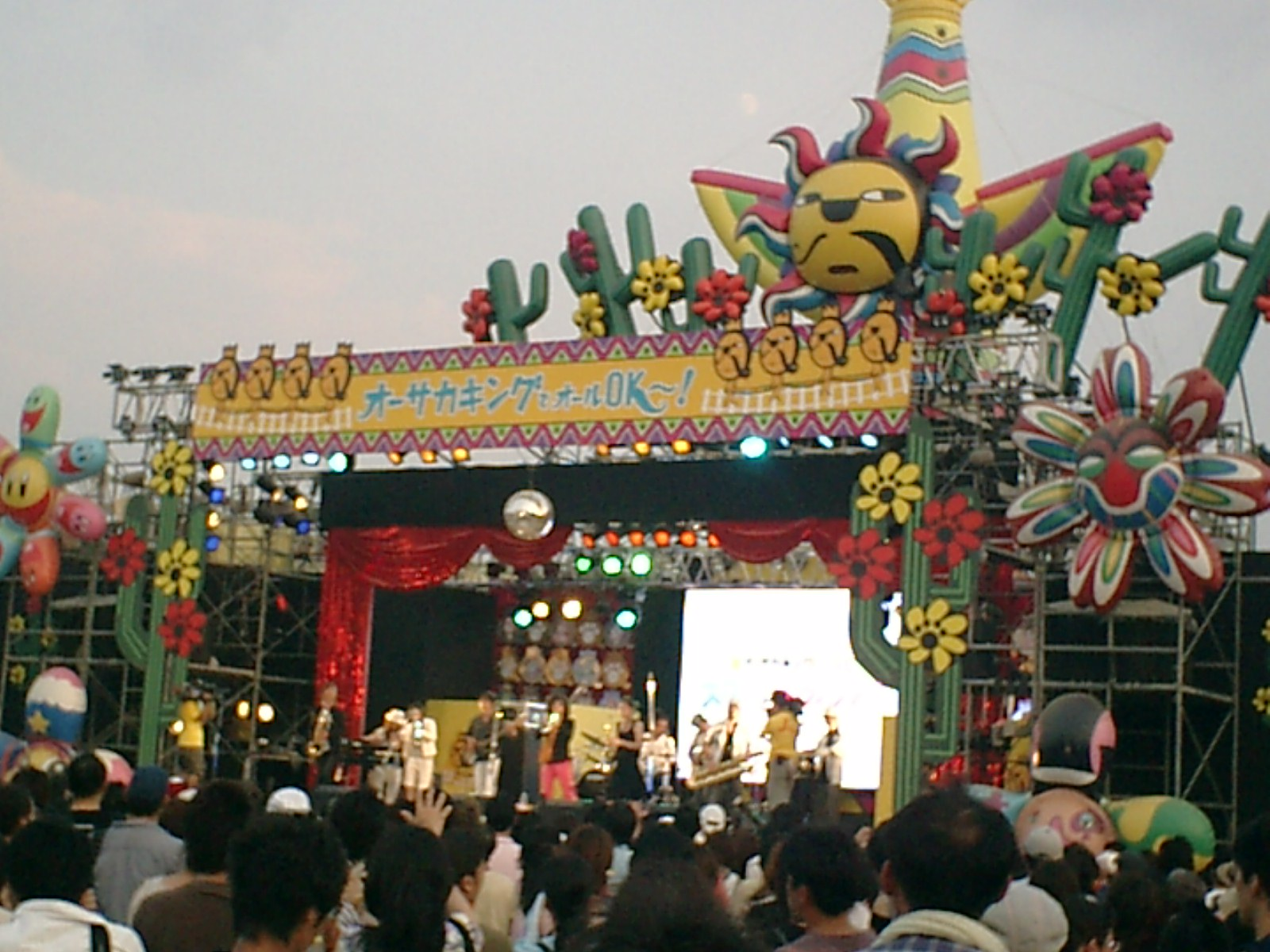
オーサカキング2006 ステージイベント
（スカッ!!とスウィングと題されたスウィングジャズコンサート）

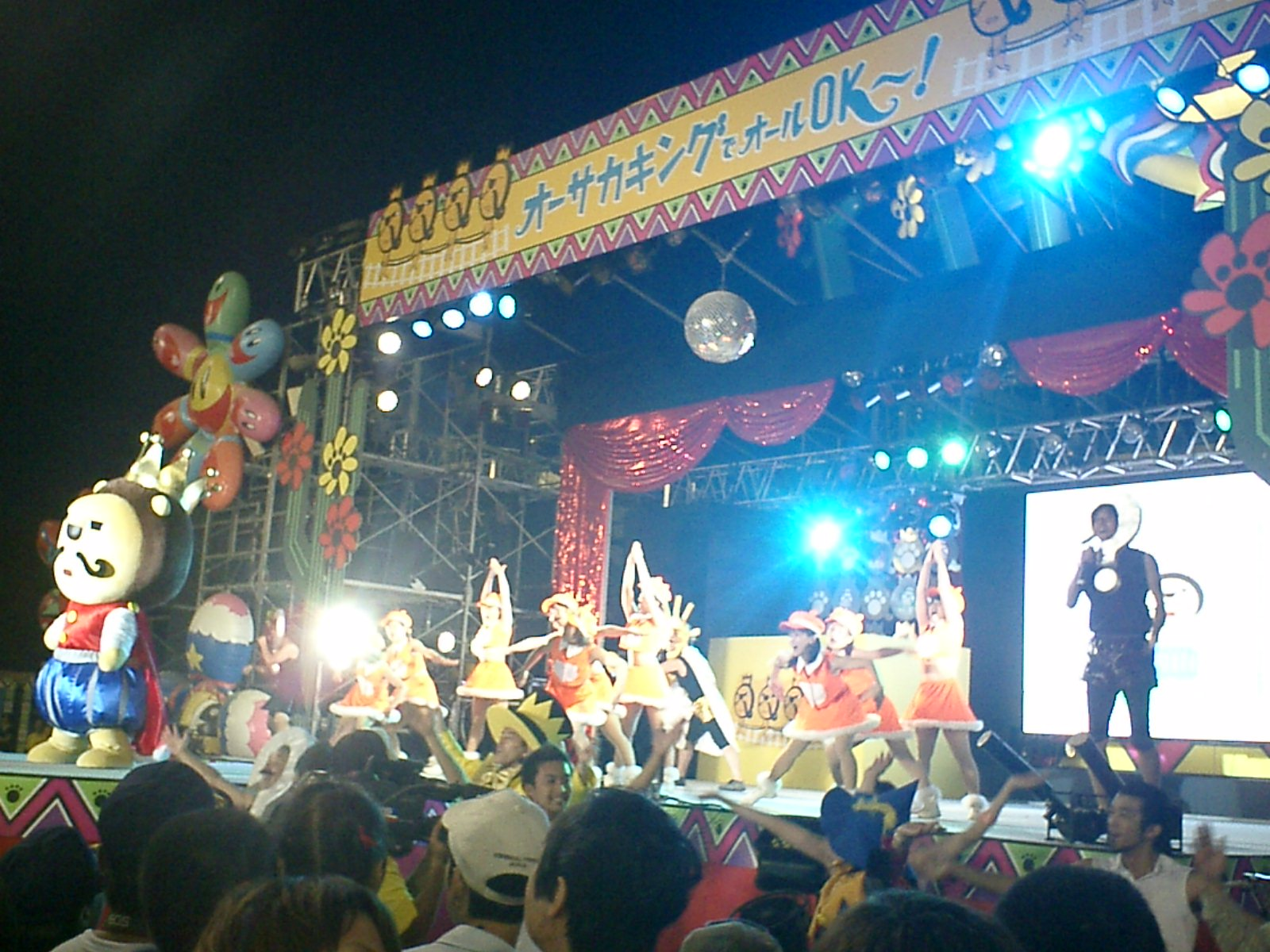
オーサカキング2006 閉会イベント
（らいよんキングを中心にしたダンスパフォーマンス）

オーサカキングは、2004年から2008年まで開催され、在阪民放局の毎日放送（現・MBSメディアホールディングス）が主催したイベント。

## 概要
これまでも在阪の民放局のイベントとしては朝日放送主催の「ABCラジオまつり」や、同局のラジオ部門が主催する「MBSラジオ秋まつり」などが開催されてきたが、フジテレビが主催する「お台場冒険王」のような大々的なものは予算の都合などから開催されていなかった。
そこで、「大阪に活気を取り戻そう」という趣旨の元、2004年の7月31日から8月8日まで、大阪城公園内一帯で大掛かりなイベントが開催された。内容は毎日放送製作の番組や協賛スポンサーによるパビリオンやミニゲームに加え、普段は公開されない貴重な文化財なども公開された。また、期間中、西の丸庭園では今井美樹・葉加瀬太郎ほか出演による「情熱大陸Special Live」や、大阪出身の歌手・矢井田瞳による野外ライブも行われた。入場者数は目標を大きく上回る42万人を記録したが、メイン会場が入場無料であったために大きな赤字を計上した。
2005年も前年の好評を受けて7月30日 - 8月7日の間当地で開催された。第2回は『情熱大陸』のコンサートの他にMBSが製作する人気アニメーションのテーマソングを歌う歌手による野外コンサート「MBSアニメフェス2005 大阪城エクスペリメント」、フットサル大会（Gatas Brilhantes H.P.が優勝）などが開かれた。第1回の反省を受けて、第2回はメイン会場の「太陽の広場」では大人（中学生以上）500円、小学生300円の入場料が必要となった（小学生未満無料）。第2回は46万人の人出を記録した。第3回からは再び入場無料になっている。
メイン会場のパビリオンなどを利用するには、キングコイン（1枚100円・10枚単位での販売）が必要。なお、開催期間中なら買った翌日以降でも使えるが、翌年以降には使えない。
会場内、メインステージ脇には、「OKステーション」というラジオサテライトスタジオが、第2回から設置されている。ここから、特番が放送されたり、会場内だけに流れるラジオ番組が放送されたりする。「OKステーション」の、「OK」は「オーサカキング」の略だが、その年からMBSラジオのキャッチフレーズにも使われるようになった。
オーサカキングの初日のメインイベントは、会場のお客様一万人にスイカを切り分けるイベントで、その年の新人アナウンサーのうち、1人がその仕事を担うことになっている。第4回ではスイカの他にパインを切って振る舞い、どちらが多く振る舞えるかを競った。（パイン担当は柏木宏之）
2回目の2005年から、マスコットキャラクターを定めた。毎日放送のキャラクターでもおなじみ「らいよんチャン」が王様の格好をした「らいよんキング」である。初年の2004年は、会場内の装飾や幟でも見ることができるが「OK」を顔に見立てただけのシンプルなものであった。2008年からは「オーサカキンギョ」という「OK」の「O」が顔で、「K」が体・ひれの部分に見立てた金魚のキャラクターが登場している。
第3回では、開催期間中の8月2日にはキー局のTBSから生中継されたボクシング亀田興毅とベネズエラのランディエタとのタイトルマッチをパブリックビューイングを会場内で行った。また、グッズ物販の会場では現金は原則として使用できなくなり（屋台など一部では現金使用はできる）、会場内で販売される限定通貨「キングコイン」（1k（キング）=100円）を利用することになっている。なお、QUICPay会員はそれで利用できる。またこの回から、近畿地方の高校生によるカレーのアイデアレシピを競うコンクール「高校生カレー甲子園」の決勝コンクールが行われるようになる。
第4回でも前回から引き続き、会場内で販売される限定通貨「キングコイン」（1k（キング）=100円）を利用することになっている。又、大会初日にはこの年の夏に大阪で開催された世界陸上のマラソンコースを一部使用して谷川真理をスペシャルゲストに招いてオーサカキング番組対抗駅伝競走大会を開催した。
第5回では開催場所が「西の丸庭園」と「天守閣・本丸広場」に変更され、地下鉄谷町四丁目および天満橋駅が最寄り駅となる。（スポーツニッポン： オーサカキング、今年は7・26〜8・3まで開催 MBS ）
- 主催　毎日放送
- 共催　大阪市・大阪観光コンベンション協会
- 後援　大阪府・関西経済連合会・大阪商工会議所・関西経済同友会・大阪21世紀協会・毎日新聞社・スポーツニッポン新聞社

| | 開催日               | 入場者数     | スイカ切りアナウンサー |
| --- | -------------------- | ------------ | ---------------------- |
| 1 | 2004年7月31日-8月8日 | 42万人       | 八木早希、野村啓司※1   |
| 2 | 2005年7月30日-8月7日 | 46万9000人※2 | 松本麻衣子             |
| 3 | 2006年7月29日-8月6日 | 79万4351人   | 前田阿希子             |
| 4 | 2007年7月28日-8月5日 | 70万人       | 吉竹史、柏木宏之※3     |
| 5 | 2008年7月26日-8月3日 | 53万7171人   | 斎藤裕美、大吉洋平※4   |
| ※1：スイカ運び ※2：第2回のみ入場料大人500円、小学生300円、小学生未満無料 ※3：パイナップル切り ※4：氷彫刻 |                      |              |                        |

### 2008年夏で終了
2008年秋に、一部報道などによって、同年度限りでオーサカキングを終了することが明らかになった。主催社である毎日放送において、テレビ・ラジオのスポット広告収入が減少したことや、同局が地上デジタル放送設備への投資などで大幅な経費削減を迫られたことが理由とされる。
その後毎日放送では、大阪市などの要請を受けて、2009年夏に「オーサカキング」に代わる全局単位でのイベントを開催することを検討したが、実現しなかった。開局60周年を迎えた2010年夏も、テレビ・ラジオで特別番組・特別企画を放送したり、レギュラー番組内で開局記念の視聴者プレゼントキャンペーンを展開したりするだけにとどまった。
なお「高校生カレー甲子園」も、このイベントの廃止と同時に一旦廃止されるも、2012年から「ちちんぷいぷい夏休みスペシャル」として毎年8月の中旬のある1週間にMBSテレビのスタジオでの公開生放送で復活して行われている。

## 特別番組

### テレビ
2006年
- 毎日放送開局55周年記念　開幕!オーサカキングオモシロソウなことはぜ〜んぶやる今年はスイカと富士山で5時間!（7月29日）
- ちちんぷいぷいは夏休みオモロイことはぜんぶやる!! ニッポンの夏じるし（7月31日 - 8月4日。ちちんぷいぷい放送枠を使っての特別番組）
- ケンドーコバヤシのオーサカ夜キング（7月29日 - 8月6日）

2007年
- 開幕!オーサカキング 今年は5時間アツアツバトル大阪真夏の陣!陣!陣!（7月28日）
放送された企画に、『スイカVSパイン』、『七福“陣”披露』（陣内智則、角淳一、間寛平、ほしのあき、室伏広治、藤川球児、今出東二の7人をモチーフにした信楽焼のタヌキの置き物の披露）『魔法の粉もん対決』（水野真紀、渡辺徹、赤井英和が会場でたこ焼き、焼きそば、お好み焼きをプロデュース）、『ジュースバトル』（未知やすえとアンミカによる健康ジュース売上対決）、『角VS陣内 三番勝負』、『番組対抗駅伝』（「ちちんぷいぷい」、「せやねん!」、「知っとこ!」、「VOiCE」などの番組出演者から3名ずつ参加）、『JNN“石田英司”選手権』（北海道放送、青森テレビ、テレビユー福島、山陰放送、RKB毎日放送、熊本放送、琉球放送の7局社員が出場してのクイズ）など。
- ちちんぷいぷい夏休み 西から南からアツアツオーサカキングSP（7月30日 - 8月3日。ちちんぷいぷい放送枠を使っての特別番組）
- オーサカ夜キング ケンコBAR（7月28日、7月30日 - 8月5日）

2008年
- 開幕!オーサカキング 今年はグーな3時間 MBSの人気者大集合SP エドがナニワにやって来ちゃ〜!（7月26日）
総合司会はたむらけんじが務め、タイトルの「グー」と、3時間の「3」にちなんで、エド・はるみと世界のナベアツがアシスタントを務めた。
- ワンセグ・キンギョ（7月28日 - 8月1日。10:50 - 11:00枠でワンセグのみで放送。詳細は後述）
- ちちんぷいぷい夏休み オーサカキングは愛と青春と音楽とけん玉でキラキラSP（7月28日 - 8月1日。ちちんぷいぷい放送枠を使っての特別番組）

### ラジオ
2006年
- こんちわコンちゃん オーサカキング開幕ですょ!（7月29日）
- オーサカキング 77不思議発見伝スペシャル（7月30日）
- ゴチャ・まぜっ!OK祭（8月5日）
- オーサカキング発　浜村淳の音楽の旅（8月6日）

2007年
- 『西靖&桜井一枝のわくわく土曜リクエスト』　OKステーションからオーサカキング開幕スペシャル（7月28日）
- 『日曜出勤生ラジオ』　オーサカキングスペシャル（7月29日）
- 『ぷらっと☆ホーム（月）松本美香のアイドルラジオ』公開録音（7月29日、8月2日）
- 『モーニング娘。誕生10年スペシャル』（7月30日）
- 『イマドキッC日曜日』　JAMコーナー公開録音（7月31日）
- 『ゴーJ!』公開録音（8月1日）
- 『馬場章夫の大阪大発見』（8月1日）
- 『MBSエンタメ倶楽部』公開録音（8月1日）
- 『加藤ヒロユキ　音楽のソムリエ』（8月2日）
- 『ぷらっと☆ホーム（火）なすなか頂上決戦！』（8月3日）
- 『ゴチャ・まぜっ!』OK祭（8月4日）
- 『さてはトコトン菊水丸』　夏だ！檜だ！オーサカキング！（8月4日）
- 『ありがとう浜村淳です』スペシャル　オーサカキングからありがとう（8月5日）

上記以外にも、随時公開録音（生放送）などが行われる。

## 公式ソング
『ちちんぷいぷい夏休み 西から南からアツアツオーサカキングSP』にて、「そういえば、オーサカキングの歌って無いなあ。みんなで楽しく歌える（公式の）歌があるといいなぁ」ということになり、ダメもとで作詞・作曲を財津和夫に依頼したところ快諾される。
該当の特番において、公式ソング「わたしの空」をいろんな合唱グループ・サークルの人に歌ってもらうという企画が行われ最終日は中孝介がオーサカキング会場で「わたしの空」を熱唱（独唱）した。
- 「わたしの空」

作詞・作曲：財津和夫

## わくわく宝島との関係
- 2005年からはこの「オーサカキング」の成功を受けて、読売テレビが同市内天保山付近で「天保山10デイズわくわく宝島」というイベントを開催している（2009年以降は読売テレビの経営上の理由で中止）。なお2007年以降は、近接地の大阪ビジネスパークおよび読売テレビの社屋周辺で開催されているが、最後の2日間を『24時間テレビ 「愛は地球を救う」』の放送日に合わせる形で、開催期間を8月中旬以降にずらしている。
- どちらも、番組パビリオンが多く設置されている。
- 毎日放送も、読売テレビも、双方の広報（前者はMBSドクホンで、後者はレギュラーの番組宣伝）で取り上げるなど、協力体制をとっている。
- オーサカ夜キング（2006年）の最終夜でケンドーコバヤシが背中に「ワクワク宝島」とボディーペインティングしていた。

## ワンセグ・キンギョ

### 概要
毎日放送のワンセグのみの放送となり、在阪局では初めてのワンセグ独自放送となっている。放送日時・時間は2008年7月28日 - 同年8月1日までの10:50（8月1日のみ、10:50 - 10:53枠で『健康っていいな!』が通常放送されたため、10:53開始） - 11:00（JST）で、地上波では、通常『らいよんチャンネル（月 - 木）』と『板東英二の欲バリ市場』が放送されている時間帯で行う。

#### データ放送の内容
下記の番組内容と連動して行われるため、「縦表示にしてお楽しみください」と冒頭で案内がある。
- 「高校生カレー甲子園」の対戦校2校の内、放送内容だけでどちらのカレーが食べてみたいかの投票ができる。
- プレゼントがワンクリックで応募できるようになっている。

なお、「高校生カレー甲子園」はオーサカキングが廃止されて以後も「ちちんぷいぷい」の夏休みスペシャル開催期間中に行われている

### 番組内容
- 2006年から開始された企画「高校生カレー甲子園」の対戦校および対戦校が作ったカレーを紹介する。
- 会場内のハピリオン・ブースの紹介と、そこからのプレゼントに、ちちんぷいぷいグッズとオーサカキングのグッズを加えたの詰め合わせのプレゼント。

### 進行
- 山中真（毎日放送アナウンサー、金曜は出演せず）
- 八木早希（同上）